# ドゥンボヴィツァ県
| 県章 ドゥンボヴィツァ県の位置 |                     |
| 地域                          | 南部地域            |
| 歴史的な地域                  | ワラキア            |
| 県都                          | トゥルゴヴィシュテ  |
| 面積                          | 4,054km²            |
| 人口                          | 479,404人（2021年） |
| 人口密度                      | 118人/km²           |
| ISO 3166-2                    | RO-DB               |

ドゥンボヴィツァ県（ドゥンボヴィツァけん、Judeţul Dâmboviţa）は、ルーマニアの県。ムンテニア地方に位置する。県都はトゥルゴヴィシュテ。人口は約48万人（2021年）。
東部でイルフォヴ県、プラホヴァ県、西部でアルジェシュ県、北部でブラショフ県、南部でテレオルマン県、ジュルジュ県と隣接する。

## 地理
県の総面積は4,054平方キロメートルである。
県内の地形には、3つの特色がある。
- 北部は山岳地帯で、南カルパティア山脈に属するブチェジ山脈とレァオタ山脈が通っている。
- 中央部には、副カルパティア丘陵がある。
- 南部はルーマニア平原の一部である。

県内の主要な川はドゥンボヴィツァ川で、県の名はここから名付けられている。県の北部と東部地域にはヤロミツァ川が流れ、南部にはアルジェシュ川が流れる。

## 経済
トゥルゴヴィシュテには、ルーマニアで最も大きい製鉄工場のうちの1つがある。また、県内では石油が産出されている。
県の主要な産業には、以下のものがある。
- 冶金
- 石油の産出
- 食品製造
- 家庭用機器の製造
- 繊維産業
- 化学工業
- 建設資材製造

## 観光
- トゥルゴヴィシュテ - 中世のワラキア公国の首都。
- プチョアサのリゾート地
- ヤロミツァ川の谷

## 行政区画
県は2つの都市、5つの町、82の基礎自治体からなる。

### 主な都市
- トゥルゴヴィシュテ
- モレニ（en:Moreni）

## ギャラリー

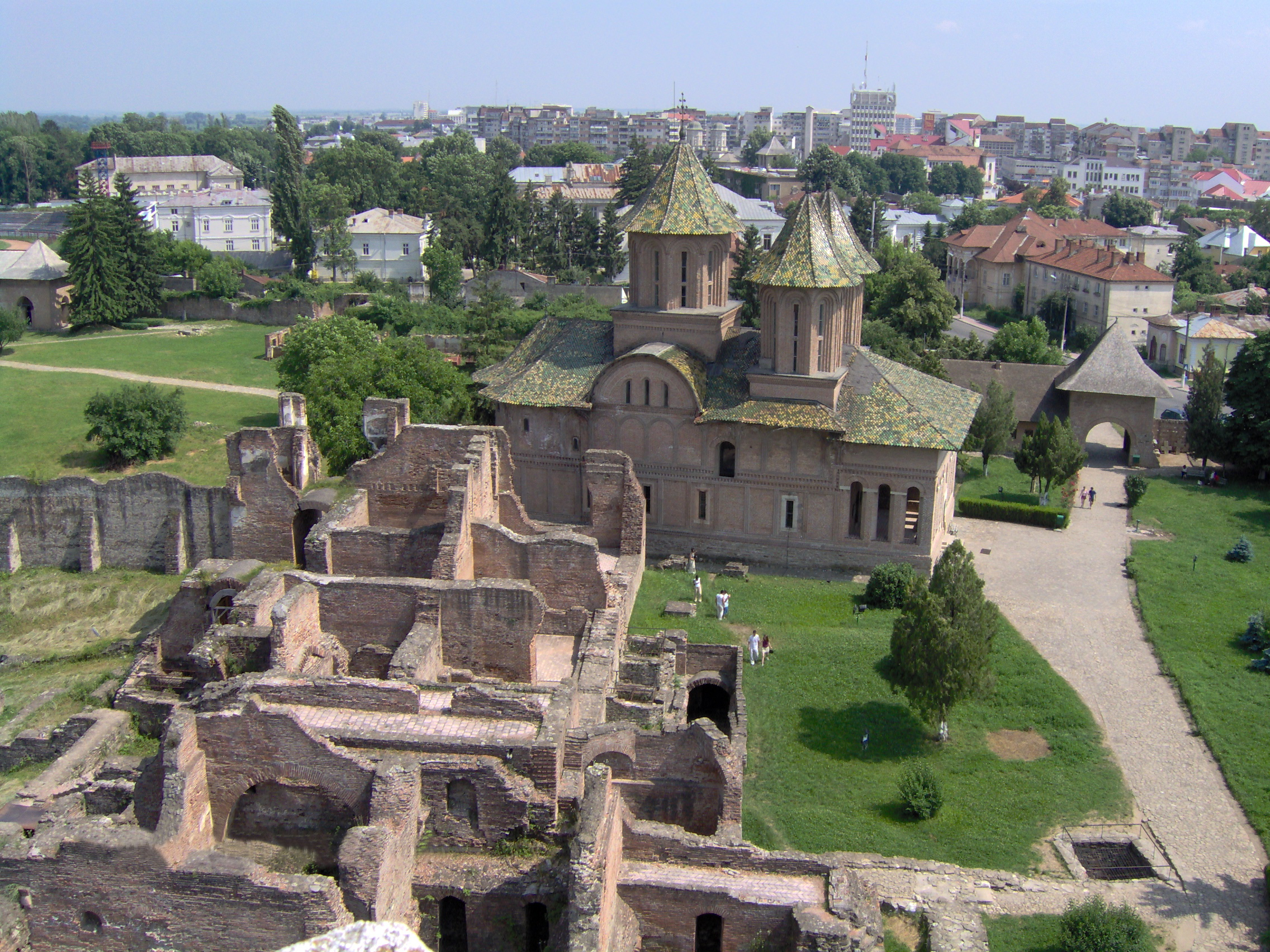
トゥルゴヴィシュテの歴史的建造物
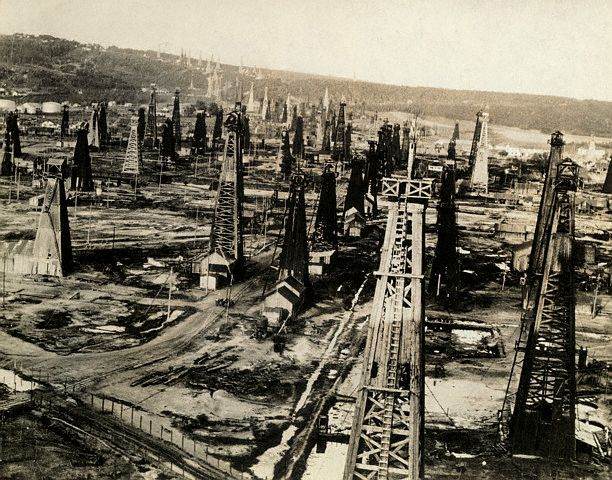
モレニの油田（1920年代）